# Panarea
Panarea (starożytna Euonimo) – wyspa wulkaniczna, najmniejszą z siedmiu głównych wysp archipelagu Liparyjskiego (Eoliańskiego). Powierzchnia 3,3 km², maksymalna wysokość to 421 m n.p.m. (Punta del Corvo). Na wyspie mieszka około 300 osób. Podczas sezonu turystycznego (sierpień) liczba ta wzrasta dziesięciokrotnie.

## Geografia
Panarea jest wynikiem skomplikowanej historii wulkanicznej, rozpoczętej 200 000 lat temu. Były to głównie wylewy gęstej, wapienno-alkalicznej magmy (częściowo wysoko potasowej), tworzącej kopuły zbudowane ze skał od bazaltowych andezytów do dacytów. Zjawiska te podzielono na trzy etapy: Paleo-Panarei, pośredni i końcowy. Najnowsze erupcje miały miejsce około 10 000 lat temu, w odległości 2–4 km na wschód i północny wschód od Panarei. Ich wynikiem jest archipelag małych wysepek: Dattilo, Lisca Bianca, Lisca Nera, Bottaro, Panarelli i Basiluzzo.
Cały archipelag Panarei reprezentuje duże ciało wulkaniczne, o powierzchni około 460 km², wznoszące się z głębokości poniżej 1200 m. Obecnie aktywność wulkaniczna tego obszaru przejawia się jedynie w postaci fumaroli, występujących na Panarei oraz pod powierzchnią morza, w okolicach mniejszych wysepek. Fumarole te znane były od czasów grecko-rzymskich.